# Денежная реформа в СССР 1991 года
Денежная реформа в СССР 1991 года (также известна как павловская реформа — по фамилии премьер-министра СССР Валентина Павлова) — обмен крупных банкнот, проведённый в СССР в январе — апреле 1991 года.

## Инициаторы и цели реформы
Инициатором конфискационной денежной реформы был министр финансов (незадолго до этого назначенный премьер-министром СССР) Валентин Сергеевич Павлов. Он намеревался, используя «эффект неожиданности», провести рублёвую реформу и стабилизировать денежное обращение в СССР. Распоряжение Павлова об обмене предварялось его собственными публичными заверениями, что денежная реформа проводиться не будет.

По воспоминаниям зампреда правления Госбанка СССР Арнольда Войлукова, инициатором реформы был КГБ и лично Крючков: 
В апреле или мае 1990 года меня вызвал к себе Геращенко. Виктор Владимирович сказал: «Меня вызывал в Минфин В. С. Павлов и предложил готовить обмен 100-, 50- и 25-рублёвых купюр». Я удивился: «Что они там все, одурели?!» Оказалось, что кураторы из КГБ доложили Горбачёву, что готовится крупная диверсия из-за рубежа с нелегальным ввозом денег, вывезенных за последнее время из СССР.

Схожие воспоминания у Геращенко: 
Министр финансов В. С. Павлов вызвал нас с А. В. Войлуковым за полгода до обмена к члену Политбюро ЦК КПСС, председателю Госплана Ю. Д. Маслюкову. На встрече Валентин Сергеевич сказал нам: «Ребята, сейчас очень много денег появилось в обращении. И у нас есть сведения, что много среди них фальшивых. Да и вообще средства всё больше концентрируются у людей из серой экономики. Недавно был задержан капитан дальнего плавания с пачками купюр в госзнаковских упаковках». Министр был уверен, что за рубежом находятся более 10 млрд рублей. На это Войлуков, отвечающий в Госбанке за денежно обращение заметил: «Чепуха всё это, выдумки КГБ! Хотя фальшивых денег стало действительно больше, в страну разрешили ввоз различного копировального оборудования, даже без регистрации, вот и пошли подделки! В глубинке, на рынке они даже проходят».

Полковник КГБ Валентин Сидак также вспоминает: 
Второй пример экономической диверсии приводил в выступлении 17 июня [1991 г.] B. C. Павлов. По линии КГБ и из других источников были получены достоверные сведения, что против государства разрабатывались широкомасштабные финансовые аферы. Одна из них широко известна – так называемое «дело Фильшина». Угроза валютно-финансовой провокации была очень серьезной. И КГБ, и Госбанк, и другие ведомства заметили, что из оборота вымываются самые крупные купюры. Случись одномоментное предъявление их – напомню, банкноты были обеспечены золотом, а казначейские билеты – всем достоянием государства, – это могло создать очень серьезный кризис.
В качестве вариантов реформы фигурировали порядка десятка различных вариантов. Например, рассматривали введение так называемых «параллельных денег», был вариант просто аннулировать все старые деньги без их обмена (на опыте жёсткой реформы 1948 года канцлера ФРГ Конрада Аденауэра) или вариант — в виде компенсационного обмена с изменением масштаба национальной валюты и изъятия накоплений сверх установленной денежной суммы, но в конечном итоге выбрали совсем иной вариант, с реформой сроком в три дня.
Реформа преследовала цель избавиться от избыточной денежной массы, находившейся в наличном обращении, и хотя бы частично решить проблему дефицита на товарном рынке СССР. По сути Павлов готовил комплексную реформу ценообразования с поэтапной либерализацией цен, но из этого плана удалось осуществить только первый шаг — обмен денежных знаков.
Формальной же причиной для проведения реформы была объявлена борьба с крупными купюрами, которые «в большом количестве сконцентрировались за рубежом и в руках теневого капитала». Кроме того, реформа должна была «заморозить» нетрудовые доходы, средства теневого сектора экономики, спекулянтов и коррупционеров.

## Условия реформы
22 января 1991 года президент СССР Михаил Горбачёв подписал Указ об изъятии из обращения и обмене 50- и 100-рублёвых банкнот образца 1961 года.
О подписании документа было сообщено по Первой программе ЦТ в 21 час по московскому времени того же дня.
Реформой предусматривалось, что 50- и 100-рублёвые банкноты образца 1961 года подлежат обмену на более мелкие банкноты образца того же 1961 года, а также банкноты 50 и 100 рублей образца 1991 года.
Банкноты 25 рублей решено было не обменивать: 
Маслюков спрашивает: «А как быть с купюрой в 25 рублей?» Войлуков даже руками замахал: «Не-е-ет! Ни в коем случае её менять нельзя — это у нас самая распространённая банкнота!» Мы бы в этом случае просто захлебнулись при проведении обмена в жёсткие планируемые сроки.
Обмен изымаемых банкнот сопровождался существенными ограничениями:
- Сжатые сроки обмена — три дня с 23 по 25 января (со среды по пятницу).
- «Среднемесячный заработок за последний год работы», но не более 1000 рублей на человека — возможность обмена остальных банкнот рассматривалась в специальных комиссиях до конца марта 1991 года.

Одновременно была ограничена сумма наличных денег, доступных для снятия в Сберегательном банке СССР — не более 500 рублей в месяц на одного вкладчика (позже это ограничение будет отменено). Поскольку граждане могли иметь вклады в нескольких сберкассах, в том числе в разных городах, то на последних страницах общегражданского паспорта сотрудниками сберкасс делались отметки о снятых со вкладов суммах. В то же время оплатить товары и услуги со счетов в Сбербанке в безналичном порядке можно было без ограничения сумм.
По свидетельству Игоря Липсица, политическим партиям СССР было позволено обменивать деньги на льготных условиях, что они использовали для обогащения.
Льготы были также установлены для обмена денег кооперативами.

## Результаты реформы

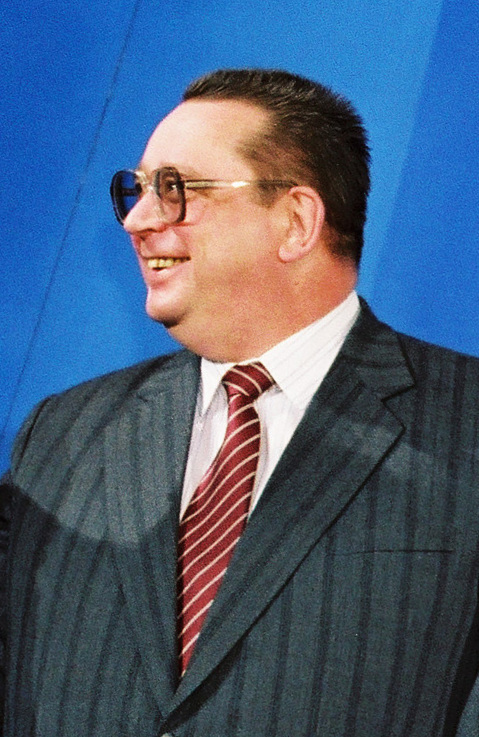
Валентин Павлов — премьер-министр СССР

О реформе было объявлено в 21 час, когда практически все финансовые учреждения и магазины уже были закрыты. В крупных городах европейской части страны некоторые люди в ближайшие часы после этого смогли разменять имевшиеся у них 50- и 100-рублёвые банкноты в кассах метро, железнодорожных вокзалов и у таксистов (многие кассиры и таксисты, занятые работой, ещё не знали об оглашении указа). Некоторым удалось отправить крупные денежные переводы в отделениях почты при вокзалах, работавших до полуночи. Некоторые покупали за 50- и 100-рублёвые банкноты в кассах железнодорожных вокзалов и аэропортов билеты на дальние расстояния на несколько дней вперёд, а потом, после окончания обмена, сдавали эти билеты и получали деньги.
«Можно сказать, что страна в эти дни не работала. В первые два дня в обществе царила паника — люди фактически штурмом брали сберкассы. Особенно волнительными эти дни оказались для людей пожилого возраста, которые боялись не успеть сдать старые деньги», — пишет историк Роман Кирсанов.
Вопреки заявлениям правительства, большая часть денег находилась не у подпольных миллионеров, а на руках у населения, тем более что накануне «павловской» реформы зарплаты выдавались 50- и 100-рублёвыми купюрами, которые как раз и подлежали замене. В Москве средний размер сумм наличности, успешно обменянной на основании заявления, был близок к 2000 рублей.
А в целом по стране, как доложил Председатель Госбанка Виктор Геращенко на заседании Кабинета министров, к 26 января в отделения Госбанка поступили купюры на сумму около 40 млрд рублей, при том что в обороте их было на 48 млрд рублей. Таким образом, не было предъявлено около 8 млрд рублей.
По другим источникам, выигрыш государства от обмена сразу составил 10 млрд рублей. Но сроки обмена
дважды продлевались, в результате выигрыш сократился до 4 млрд (при объёме наличной денежной массы в 130 млрд.)
Поэтому попытка стабилизировать обращение наличных денег и частично решить проблему дефицита на товарном рынке СССР не удалась. К тому же, текущая эмиссия превышала объём изъятых денег.
Главным последствием реформы стала утрата доверия населения к действиям союзного правительства, что стало «шагом к краху СССР» или даже «последним гвоздём в гроб СССР».
Реформа отвлекла население Прибалтики от баррикад января 1991 года в пользу решения насущных личных проблем.
Стабилизировать финансовое обращение не удалось, поэтому непопулярные «шоковые» реформы, проводимые в СССР под руководством Павлова, продолжились. Со 2 апреля 1991 года для всей территории страны в соответствии с Указом президента СССР от 19 марта 1991 года и постановлением Кабинета министров СССР № 105 от 19 марта 1991 «О реформе розничных цен и социальной защите населения» были установлены единые предельные размеры повышения государственных (регулируемых) розничных цен на основные товары и услуги, от 20 до 24 % (то есть в 1,2—1,4 раза). Цены не повышались на медикаменты, кофе, ряд тканей, а также на бензин, керосин, электроэнергию, газ, уголь, печное топливо и дрова, отпускаемые населению, а также на водку (п. I.4). Также был определён перечень товаров, реализуемых населению по договорным (свободным) ценам. Ставки и оклады, стипендии повышались не менее чем на 60 рублей в месяц. Часть цен повышали местные органы власти, например, проезд в метро стал стоить 15 копеек вместо пяти, а проезд во всех видах городского наземного транспорта большой вместимости стал стоить 10 копеек (до этого проезд в трамвае стоил 3 копейки, в троллейбусе — 4 копейки, а в автобусе — 5 копеек).

## Критика реформы
Арнольд Войлуков отмечал: 
До сих пор уверен, что тот обмен был абсолютно не нужен. Не верил в готовящиеся денежную интервенцию и подрыв экономической безопасности страны. Я спорил с аналитиками КГБ, говорил, что такого не может быть. Помню, встретились с их генералом вечером 21 января, и я сказал ему: «Слушай, генерал, ваше ведомство ерунду написало!» И предложил при свидетеле, помощнике Павлова, вместе написать величину денежной массы, которая не будет предъявлена для обмена. Моё число было 5–6 млрд (в КГБ называли сумму 22–24 млрд). При этом добавил: «Давай так: если я ошибусь, то ухожу с работы, если ты — ты подаёшь в отставку». Не вернулось, по нашим расчётам, 6 млрд. Половина из них это деньги теневых общагов. За границей могло остаться ещё 1 млрд, ну, полтора.

Профессор Яков Миркин так оценивает эту реформу: 
Эффект — «удар под дых». Хрупкие отношения с государством, когда доверяешь ему, считаешь, что все решения принимаются в твою пользу, «ради блага народа», испытали болезненный удар. Ясно же каждому, что это была конфискация, отъем. И в какие времена, как некстати! В 1990 году разрастался кризис в экономике. Нарастала нестабильность внутри СССР. Каждый день приносил известия о политических и социальных событиях, кричащих о том, что впереди - тяжелые времена.
Нет лучшего способа раскачать лодку, чем уверять население, что всё в порядке, что никакой денежной реформы не ожидается и никто не собирается залезать вам в карманы. И потом, через несколько дней, её, родимую, объявить, и так, чтобы люди метались, как в мышеловке. А потом, через три месяца, еще и кратно повысить розничные цены, добивая сбережения. <...> 
Это надо же — войти в рыночные реформы, в приватизацию с денежно обескровленным населением, без его сбережений, которые были всегда — и должны быть — главным источником инвестиций! Вместо того чтобы в конце 1980-х - начале 1990-х создать максимум стимулов для ударного роста товаров для населения.

## Денежные знаки образца 1991 года
Первыми денежными знаками образца 1991 года были новые банкноты 50 и 100 рублей, которые пришли на смену изъятым из оборота старым банкнотам 50 и 100 рублей образца 1961 года. После этого в СССР в денежном обращении имелись банкноты образца 1961 года достоинством от 1 до 25 рублей включительно, а также новые банкноты 50 и 100 рублей образца 1991 года.
Позже были введены новые банкноты образца 1991 года достоинством 1, 3, 5 и 10 рублей, отличавшиеся от старых оттенком (незначительно), отсутствием надписей номинала на языках союзных республик и другим. Одной из особенностей было то, что на номиналах 1, 3 и 5 рублей теперь указывалось «Билет Государственного банка СССР», как и на более высоких номиналах, тогда как ранее в СССР на этих номиналах указывалось «Государственный казначейский билет СССР» (то есть формально СССР отказывался принимать эти банкноты за рубежом и обеспечивать их драгметаллами, а использовал их лишь размена более крупных купюр в пределах СССР). Фактически разница между казначейскими и банковскими билетами не имела смысла, так как рубль СССР до 1992 года не был свободно конвертируемой валютой.
Также были введены банкноты номиналов, не существовавших в СССР с 1920-х годов: 200, 500 и 1000 рублей. Старые банкноты 1, 3, 5, 10 и 25 рублей образца 1961 года и все имевшие хождение советские монеты продолжили обращение наравне с новыми, образца 1991 года. Были подготовлены пробные экземпляры банкнот номиналом 25 рублей, но в обращение так и не выпускались.
Также Госбанком СССР были выпущены новые монеты образца 1991 года, отличающиеся от прежних размеров, номиналом 10 копеек (железо, покрытое латунью), 50 копеек, 1 рубль, 5 рублей (никелевый сплав), 10 рублей (биметалл). Серия этих дензнаков, введённых в обращение накануне августовских событий, известна тем, что на них отсутствовал государственный герб страны. Дизайн реверса монет Банка России первого выпуска был заимствован у советских монет 1991, а на аверсе разместился двуглавый орёл с эскиза художника Билибина, ставший в конце 1993 года логотипом регулятора.

## Банкноты и монеты 1991—1992 годов

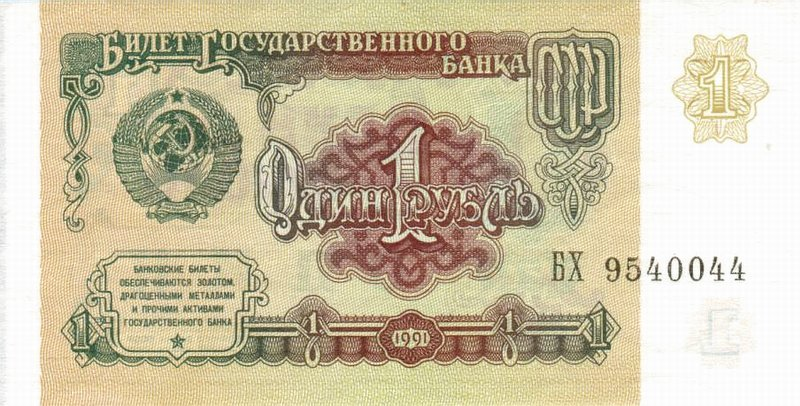
1 рубль (аверс)
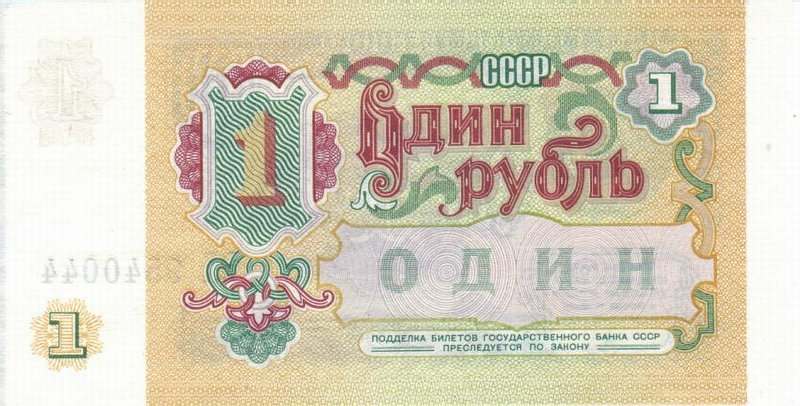
1 рубль (реверс)
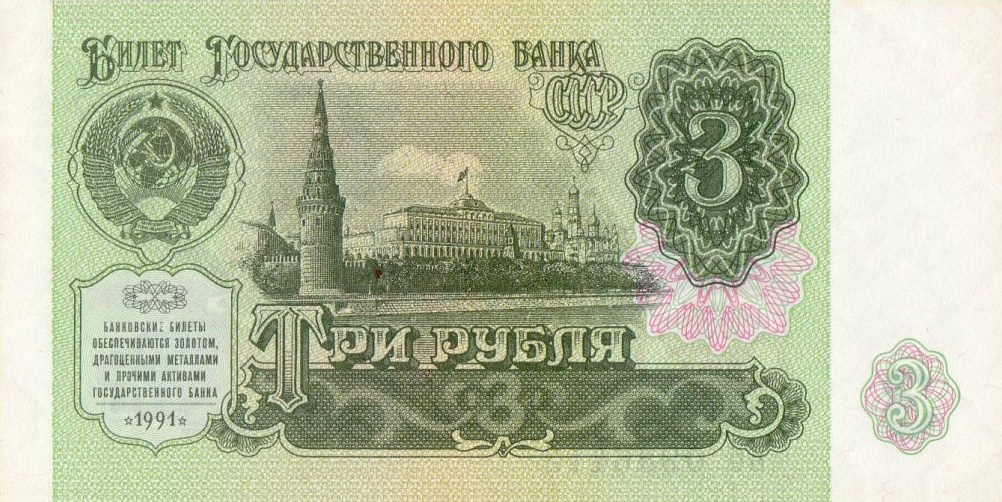
3 рубля (аверс)
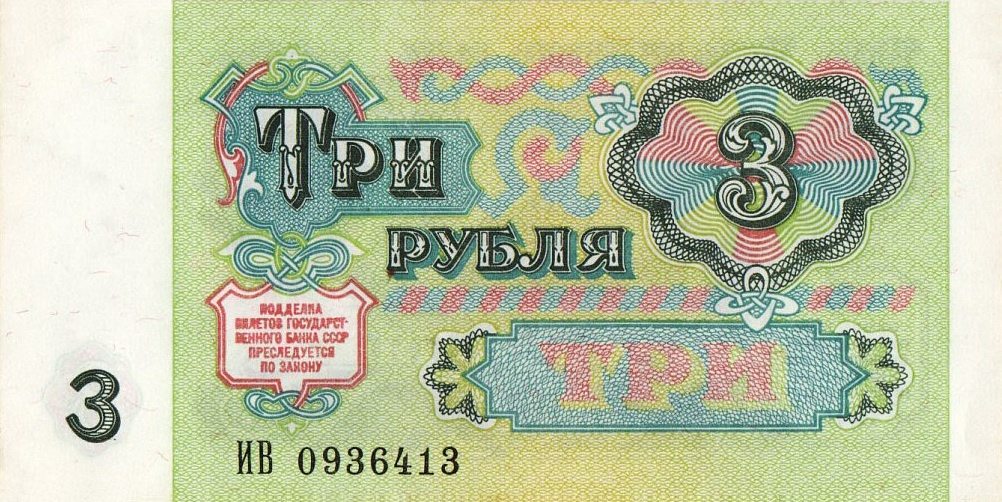
3 рубля (реверс)
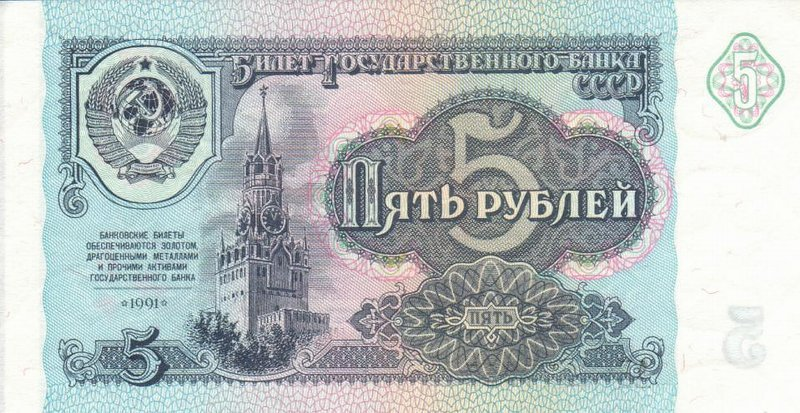
5 рублей (аверс)
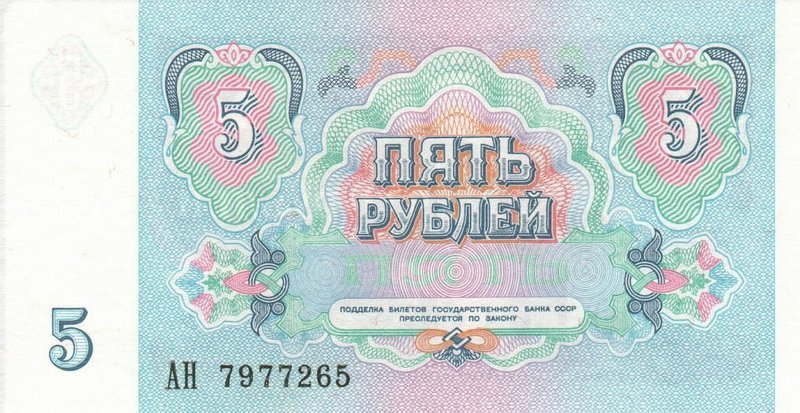
5 рублей (реверс)
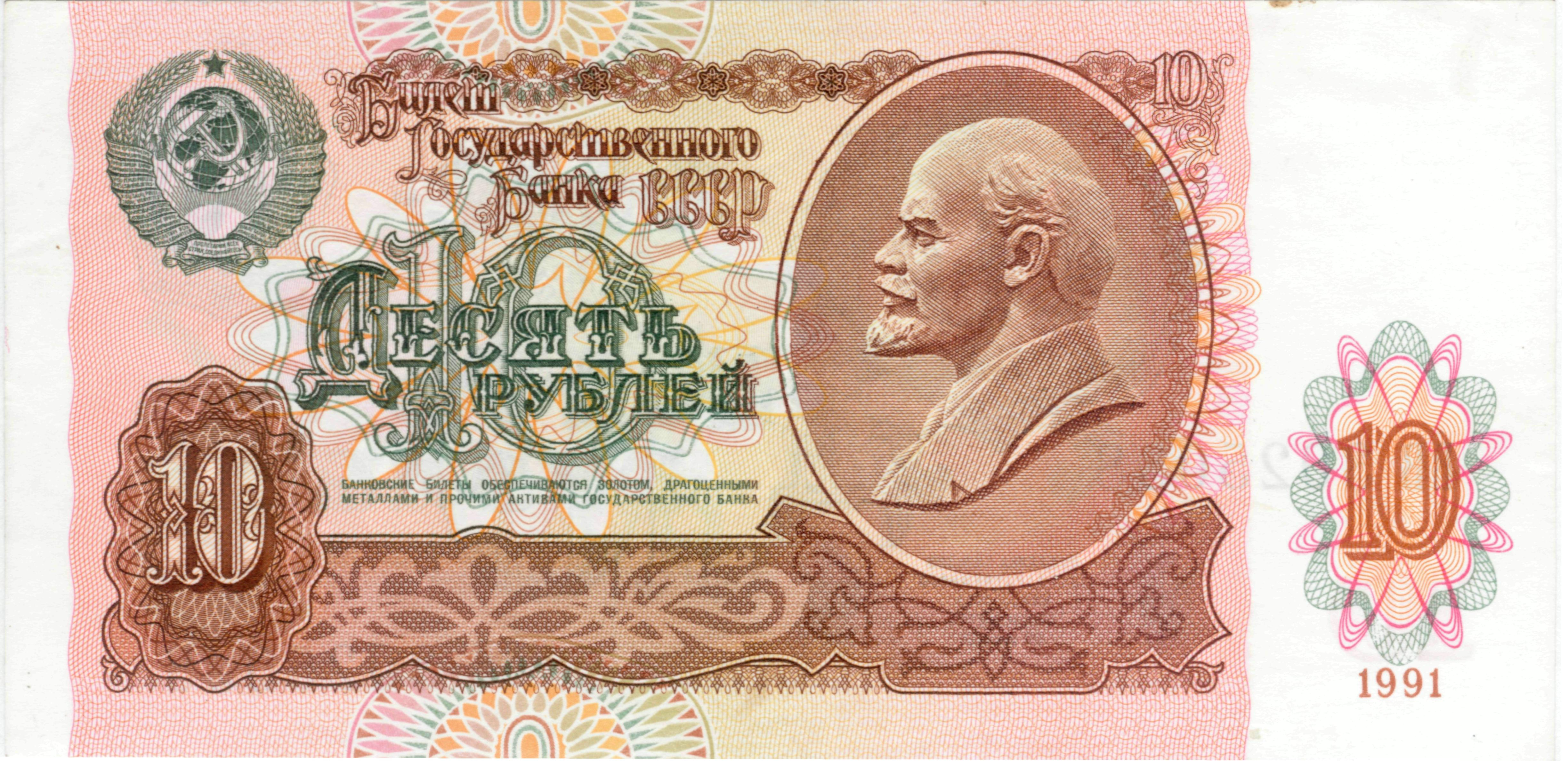
10 рублей (аверс)
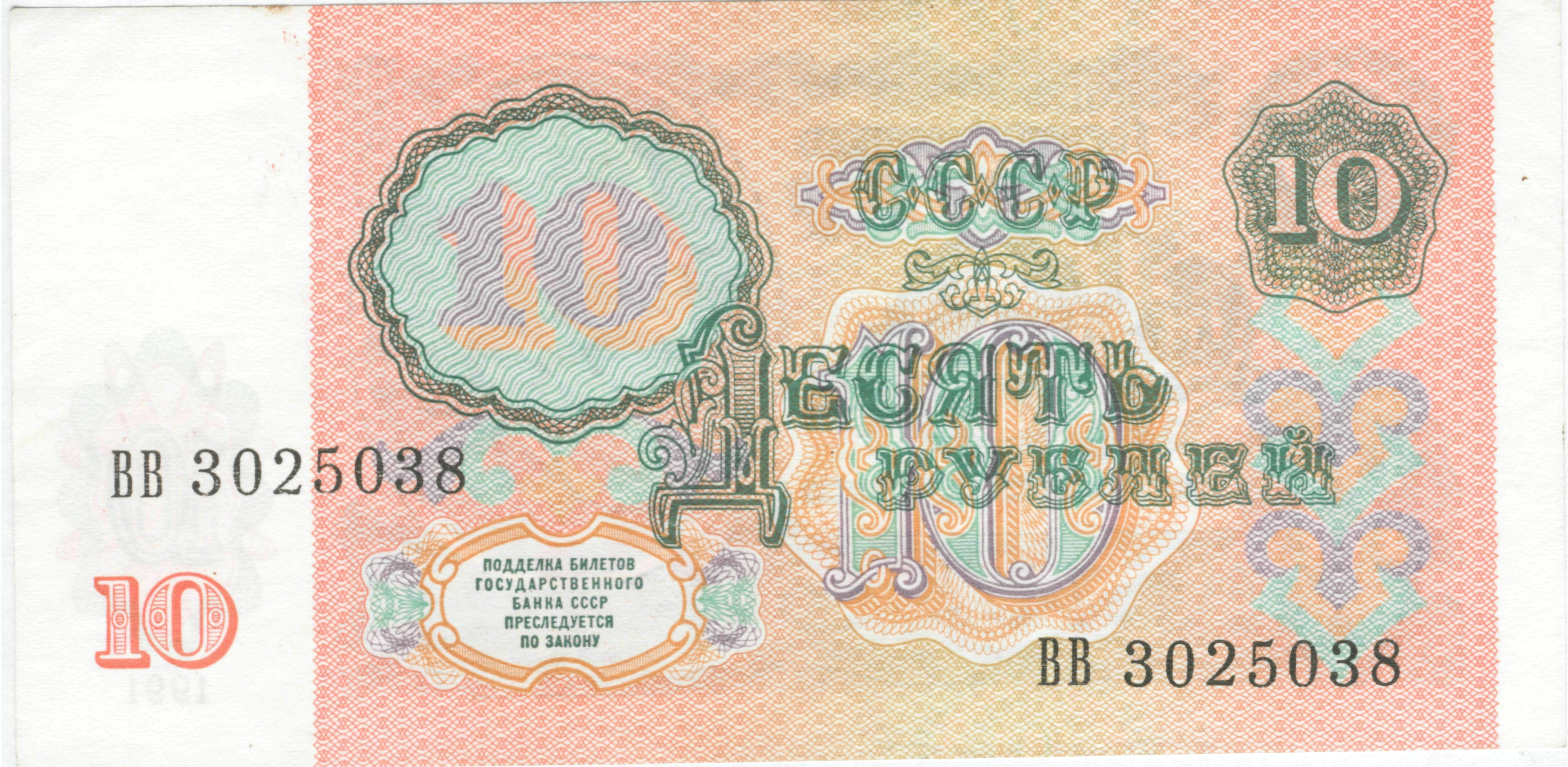
10 рублей (реверс)
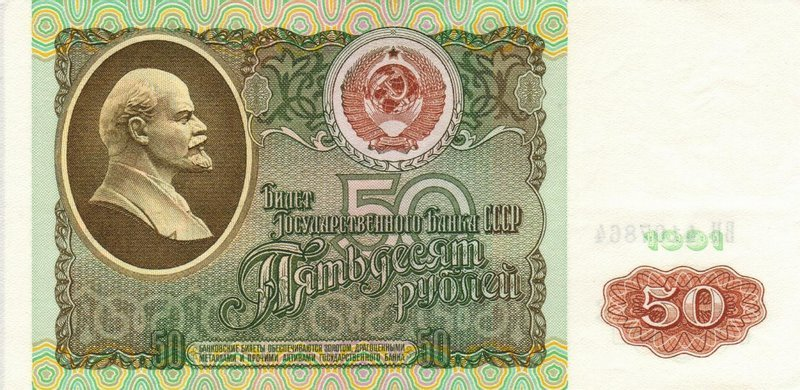
50 рублей (аверс)
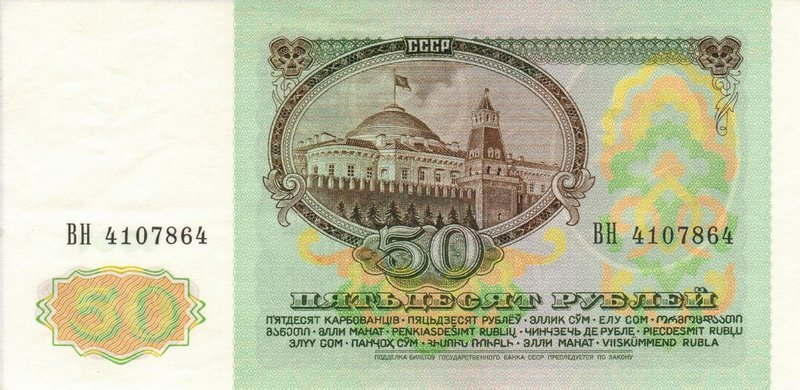
50 рублей (реверс)
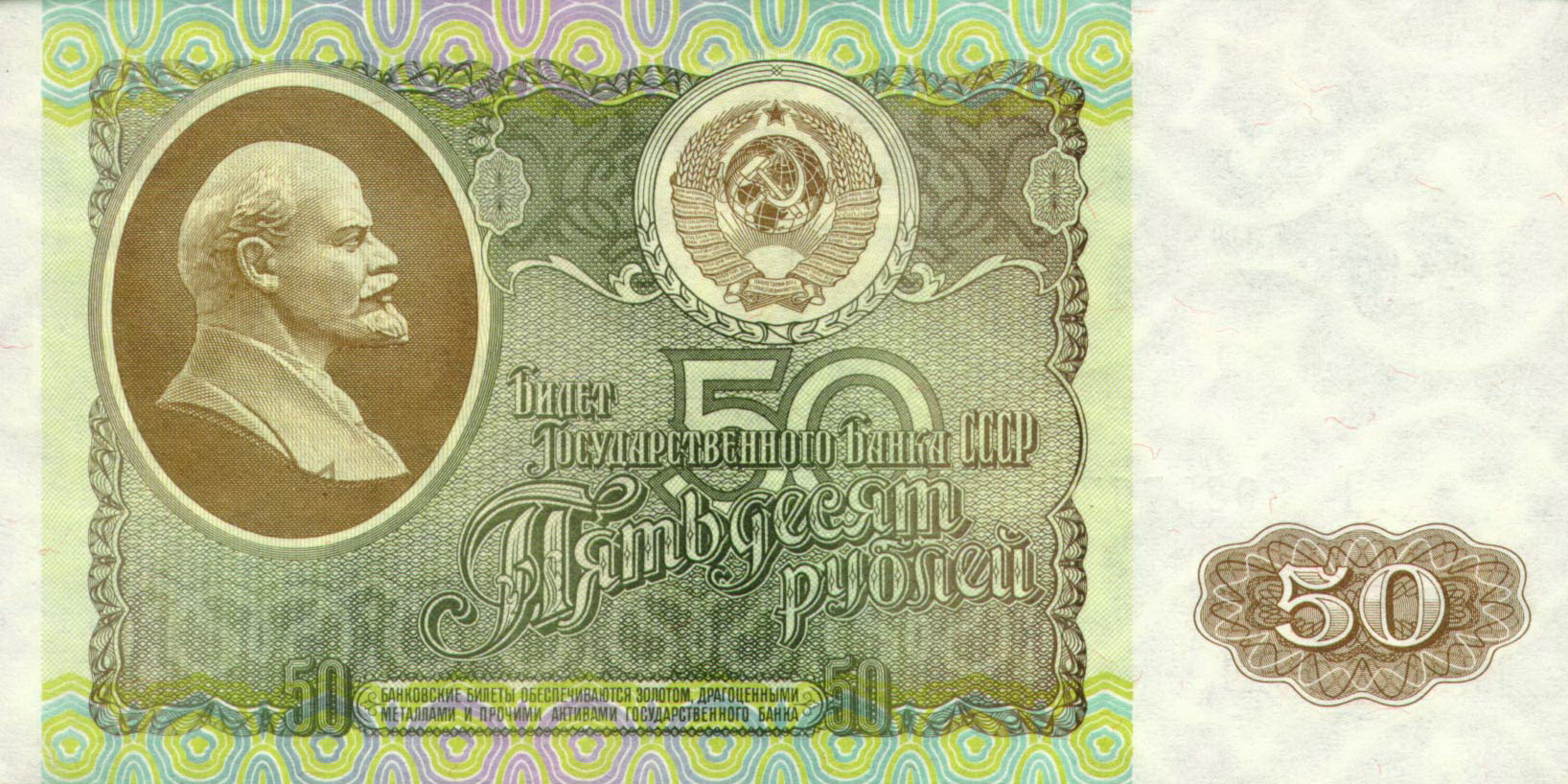
50 рублей (второй выпуск, выпущены 1 июля 1992, аверс)
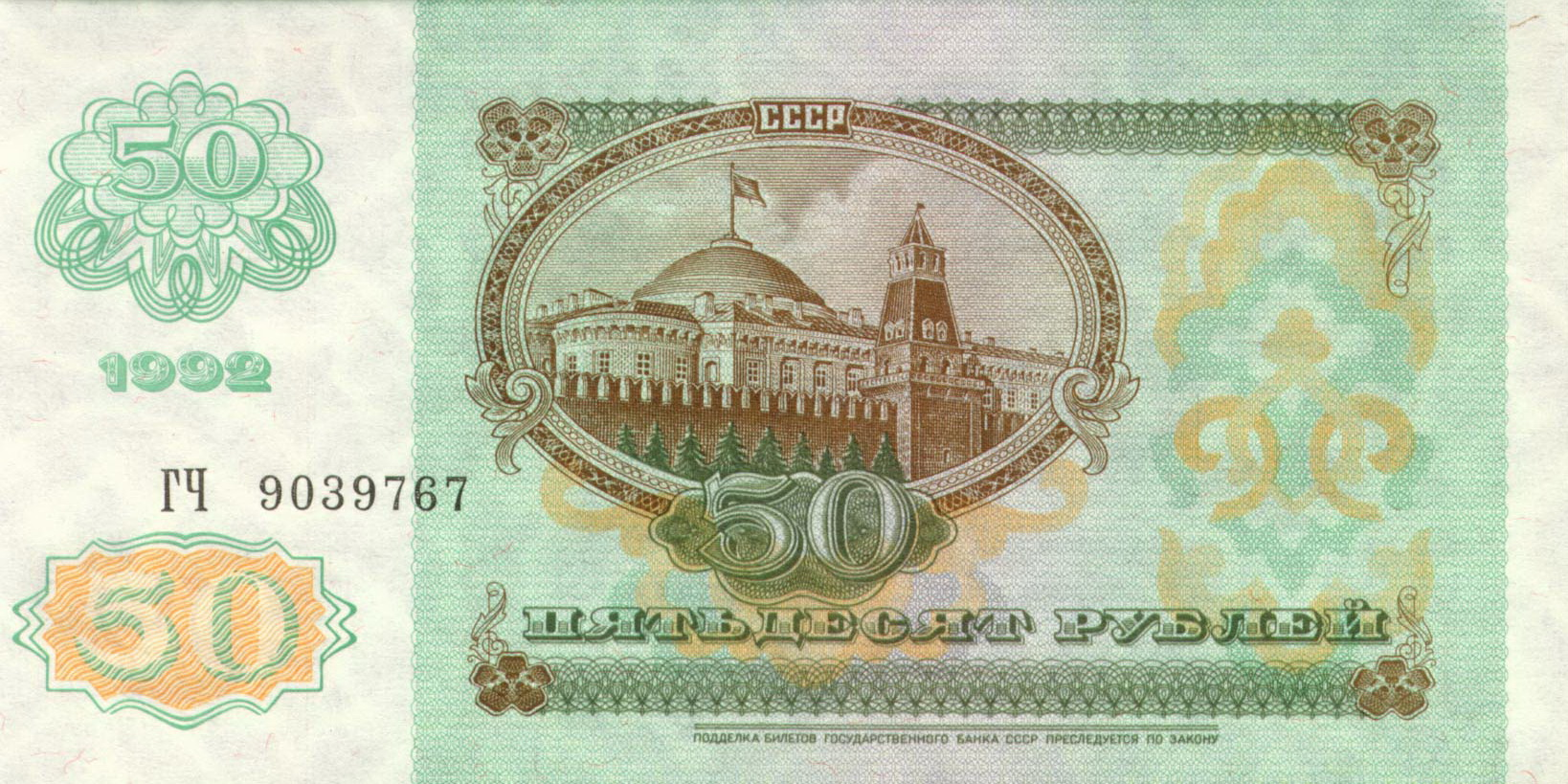
50 рублей (второй выпуск, реверс)
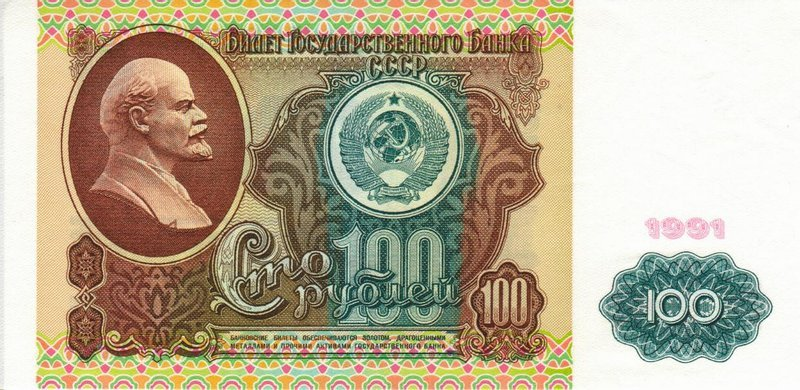
100 рублей (аверс)
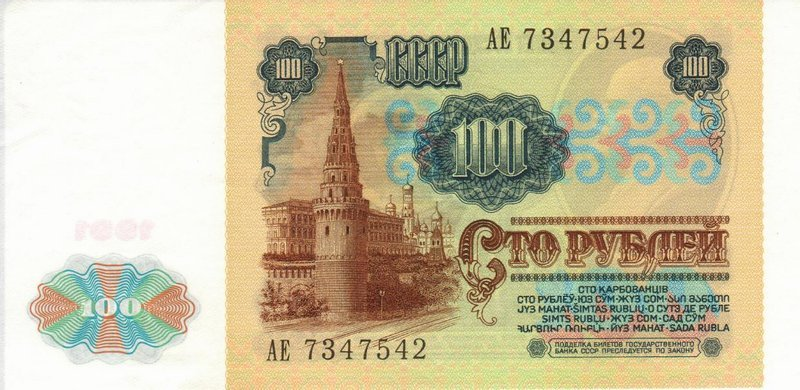
100 рублей (реверс)
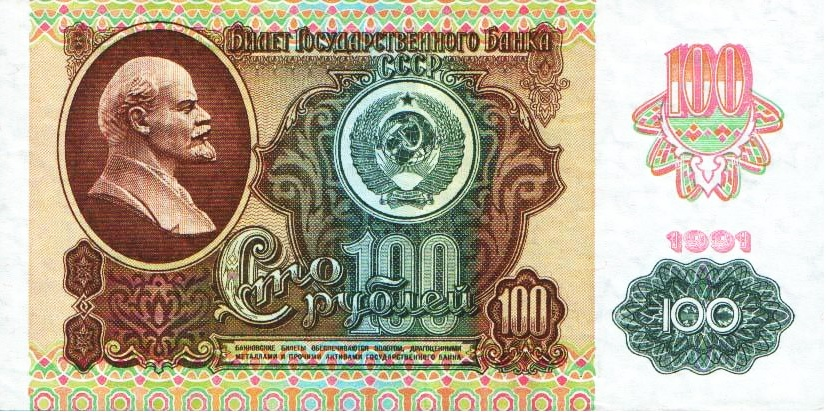
100 рублей (второй выпуск, выпущены 4 марта 1992, аверс)
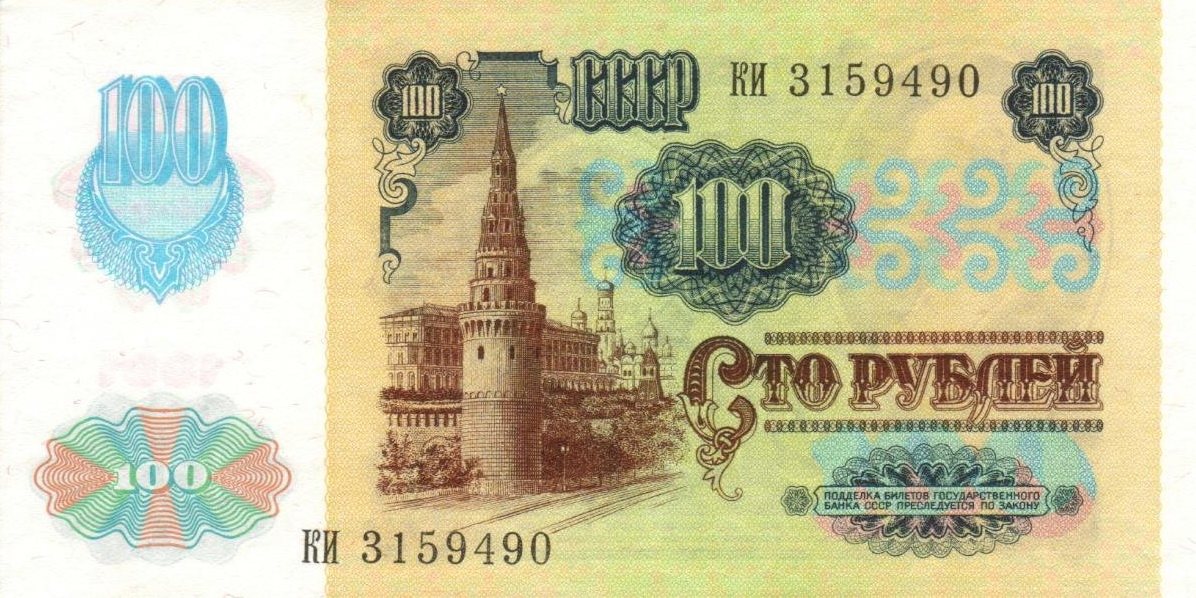
100 рублей (второй выпуск, реверс)
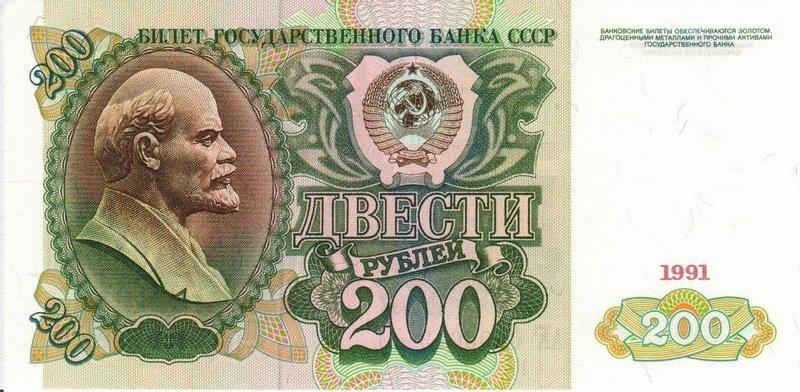
200 рублей (аверс)
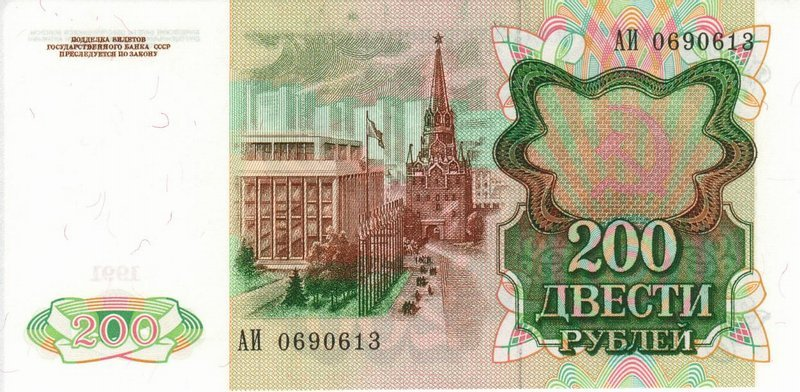
200 рублей (реверс)
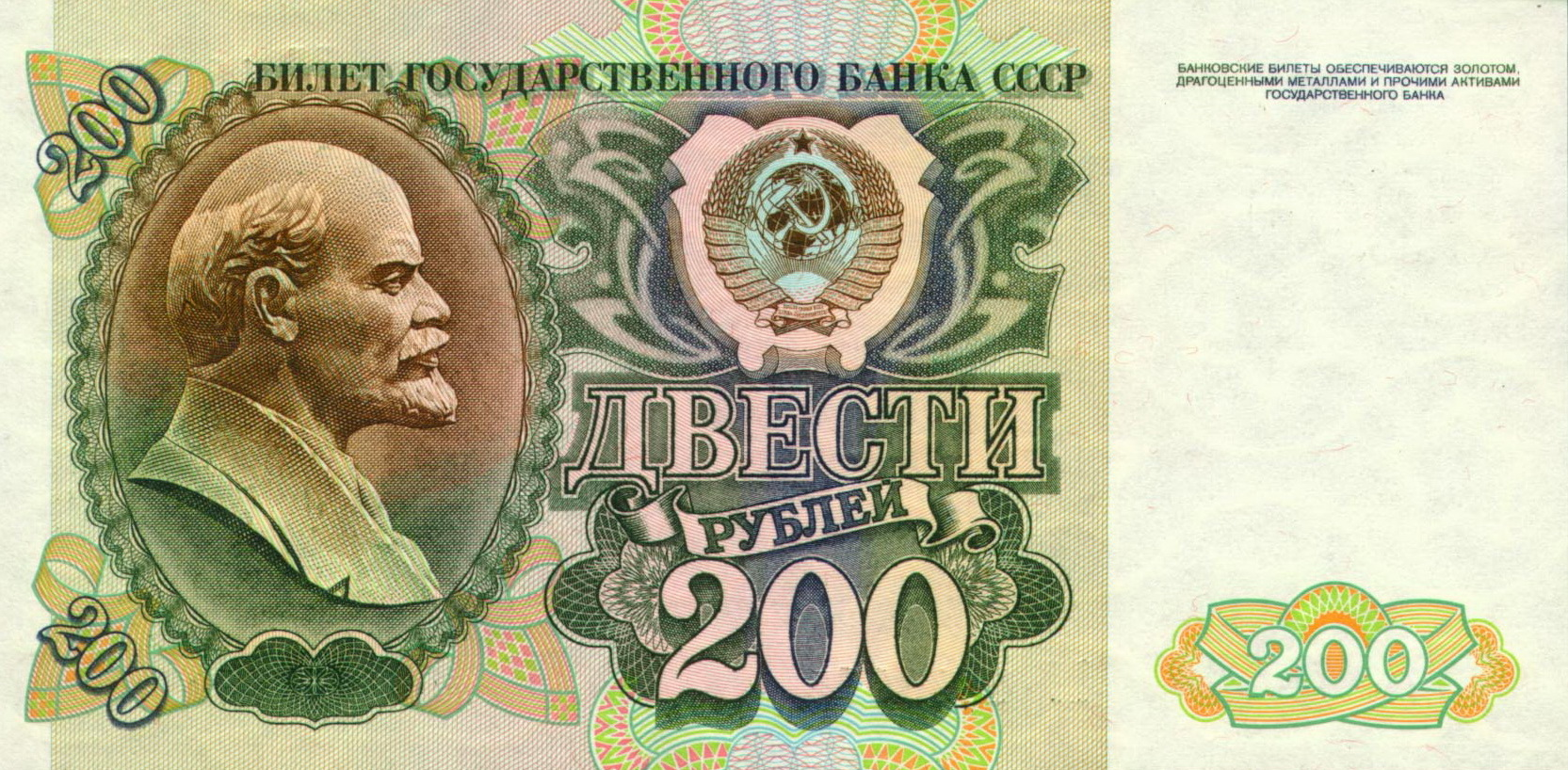
200 рублей (второй выпуск, выпущены 1 июля 1992, аверс)
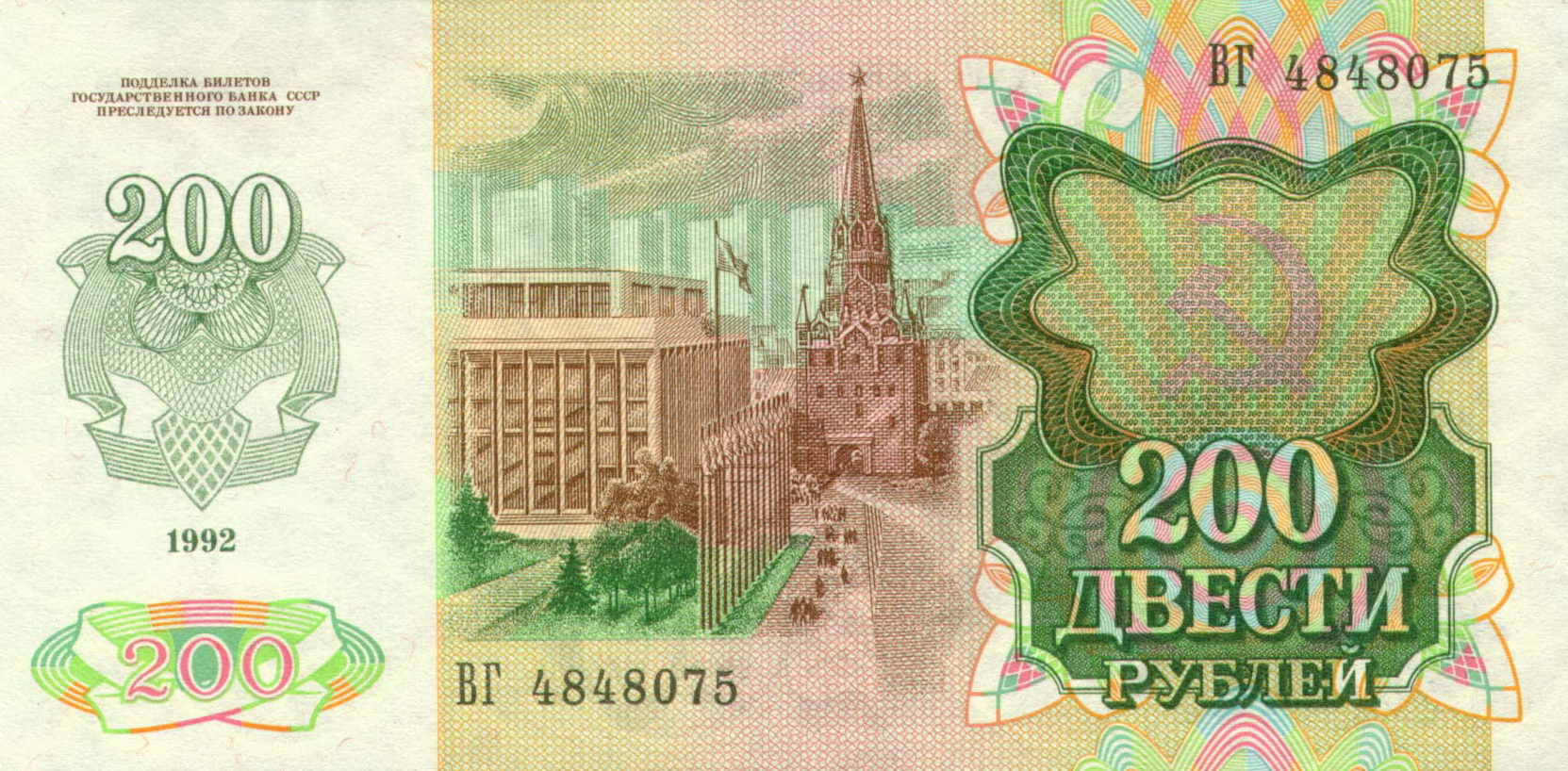
200 рублей (второй выпуск, реверс)
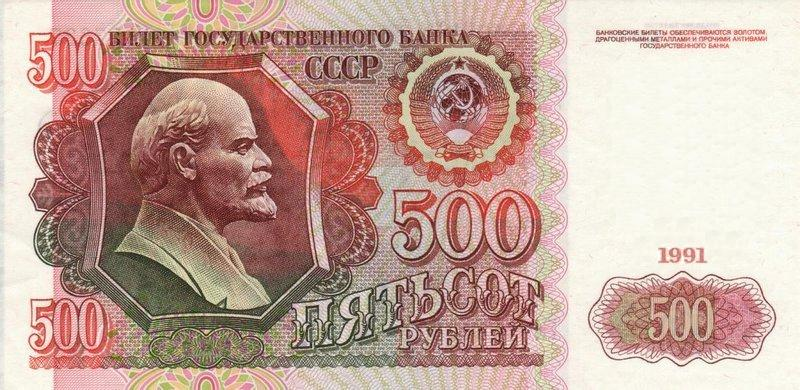
500 рублей (аверс)
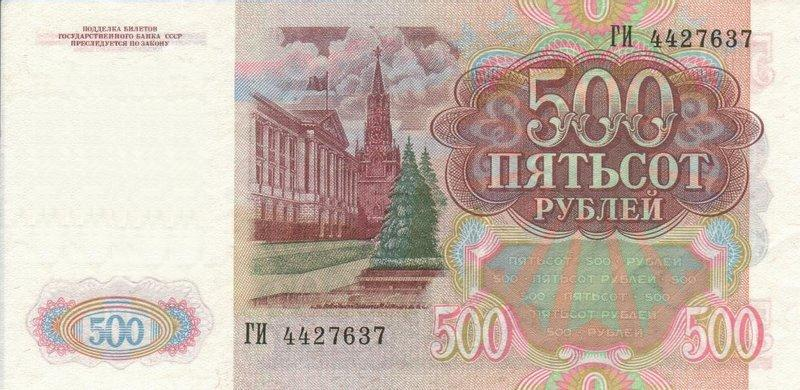
500 рублей (реверс)
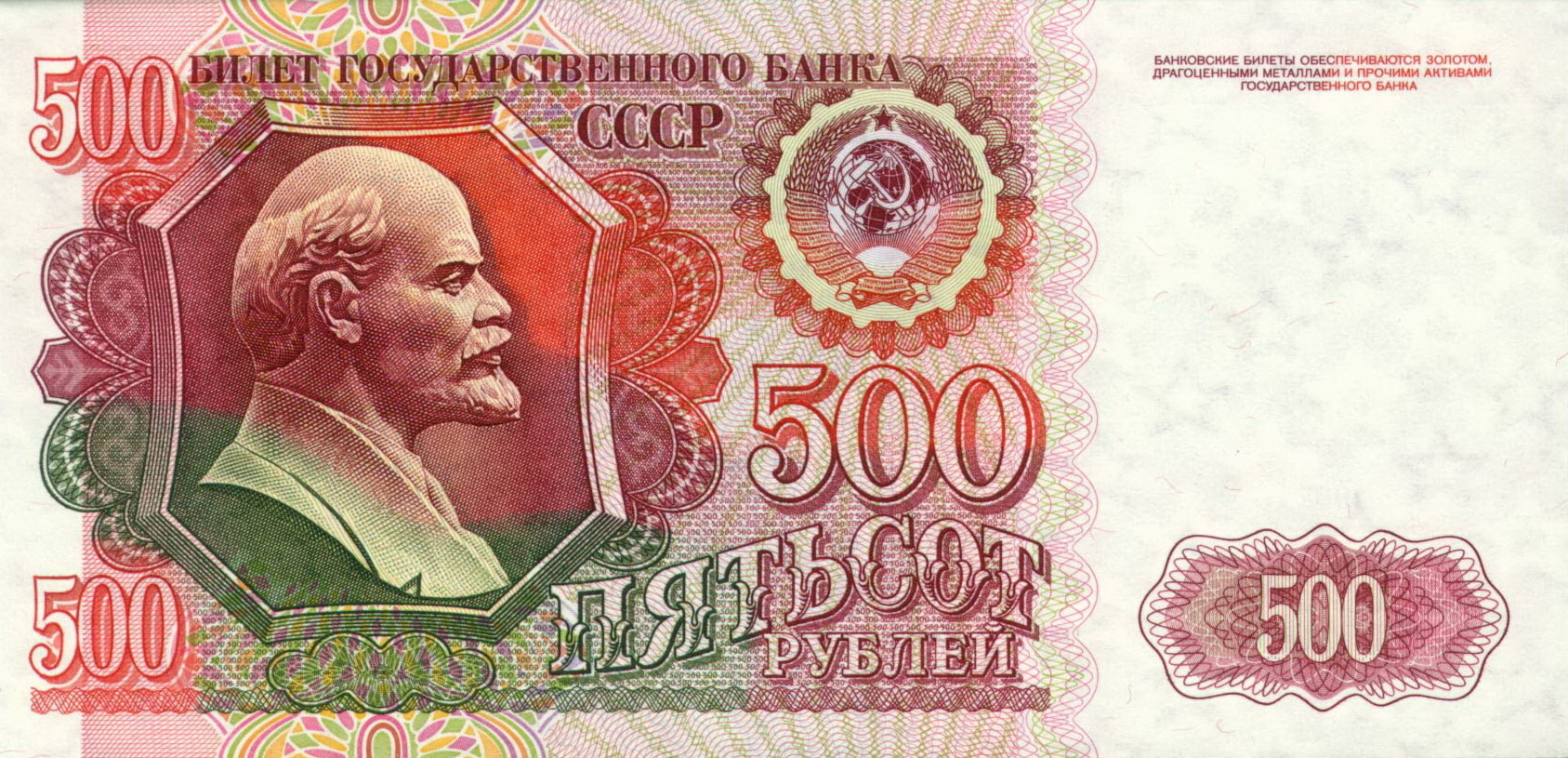
500 рублей (второй выпуск, выпущены 1 июля 1992, аверс)
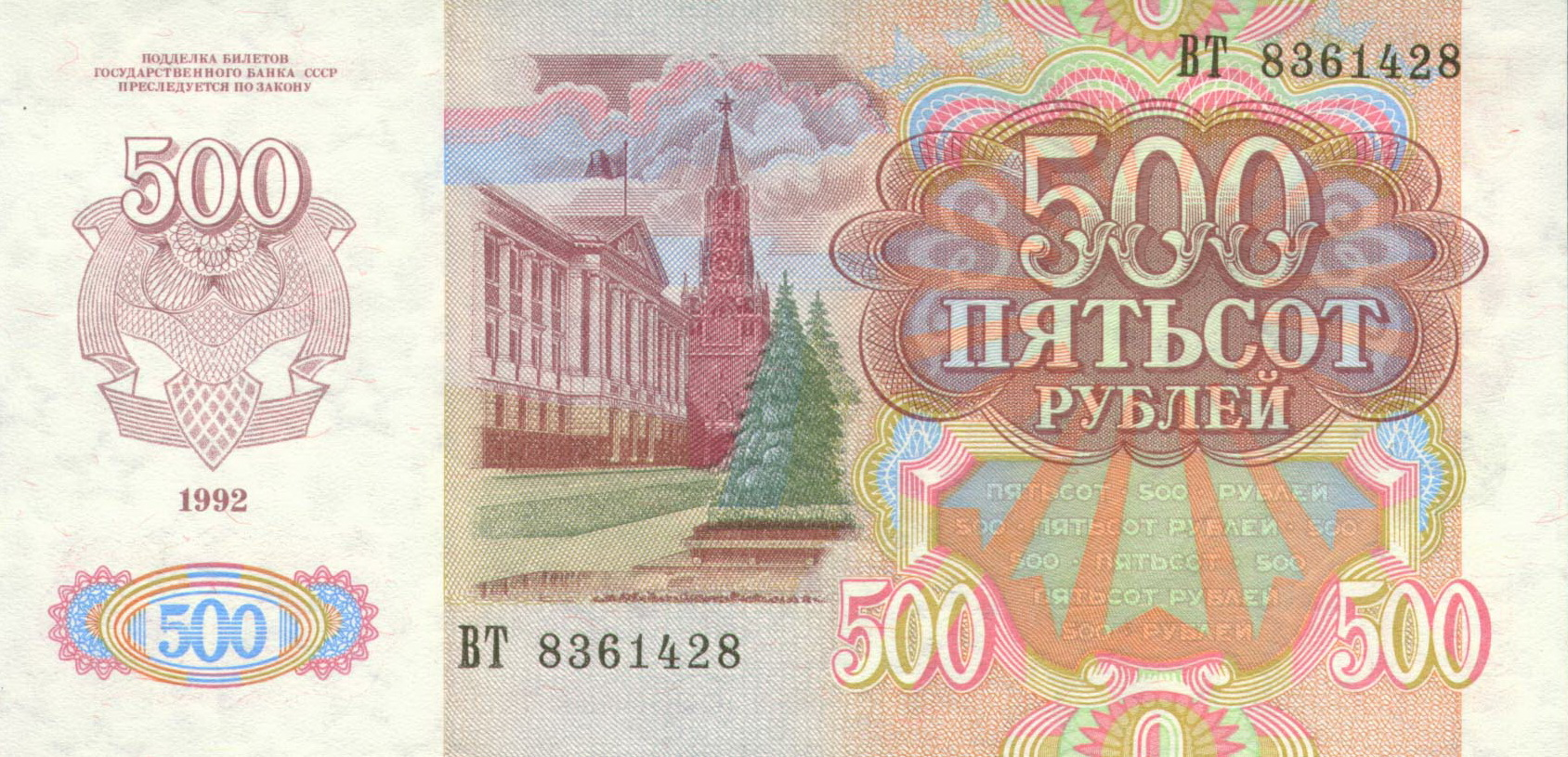
500 рублей (второй выпуск, реверс)
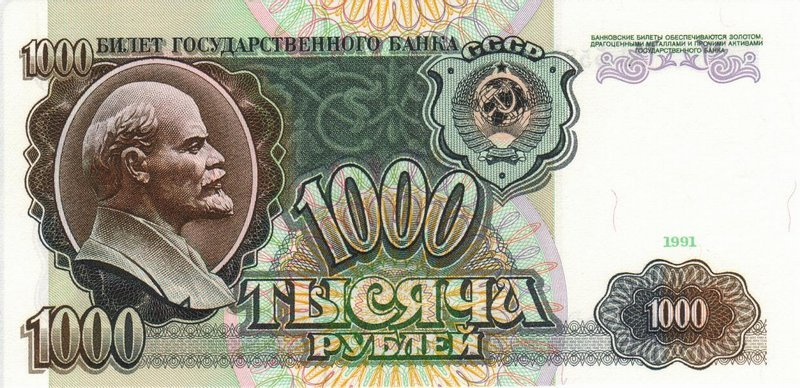
1000 рублей (аверс)
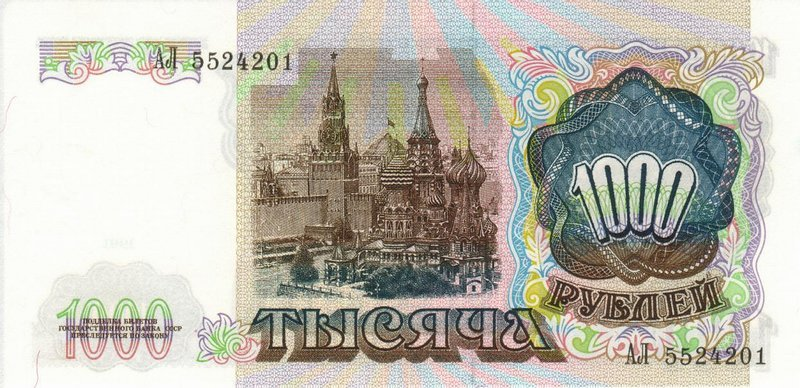
1000 рублей (реверс)
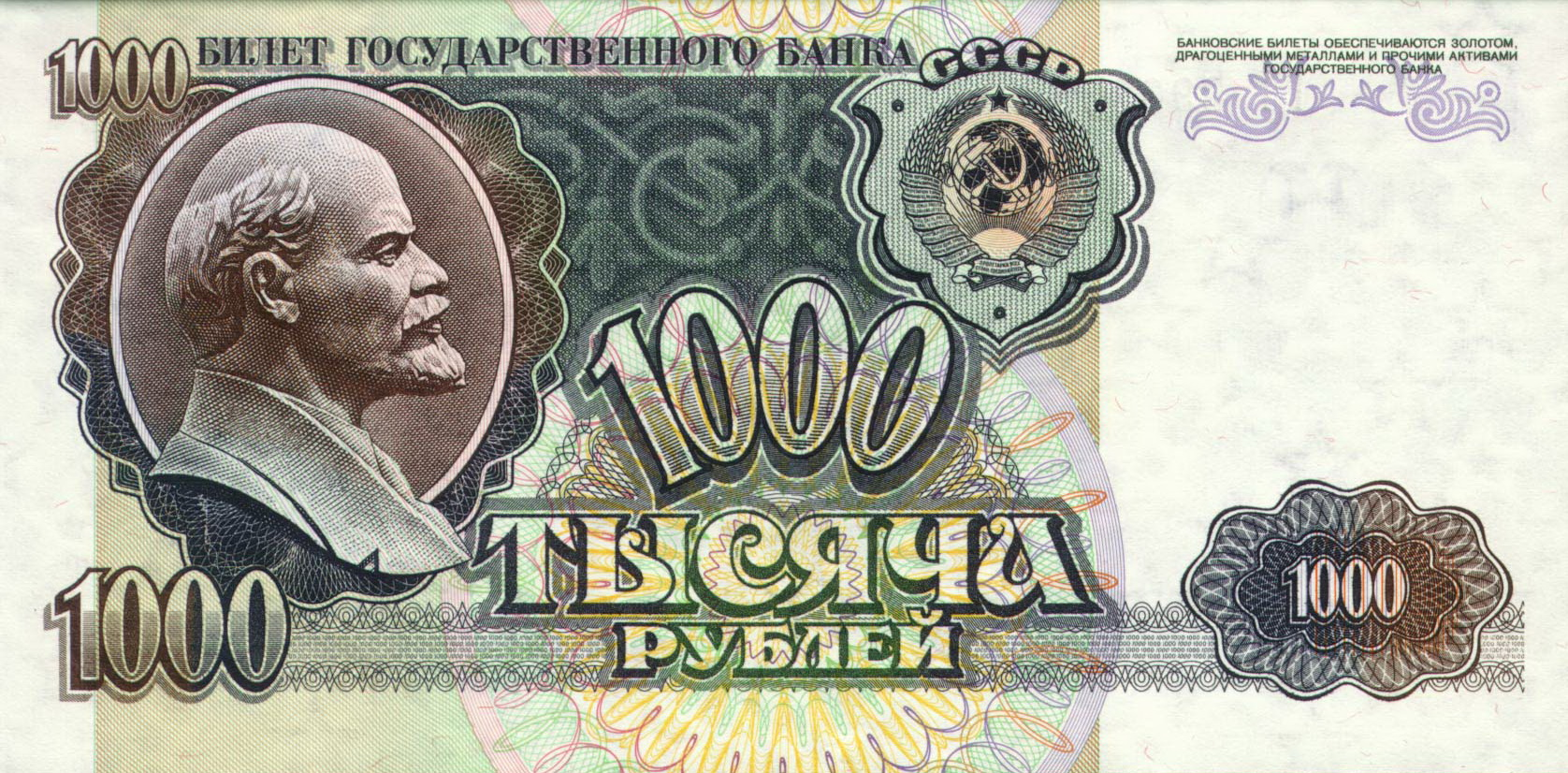
1000 рублей (второй выпуск, выпущены 1 июля 1992, аверс)
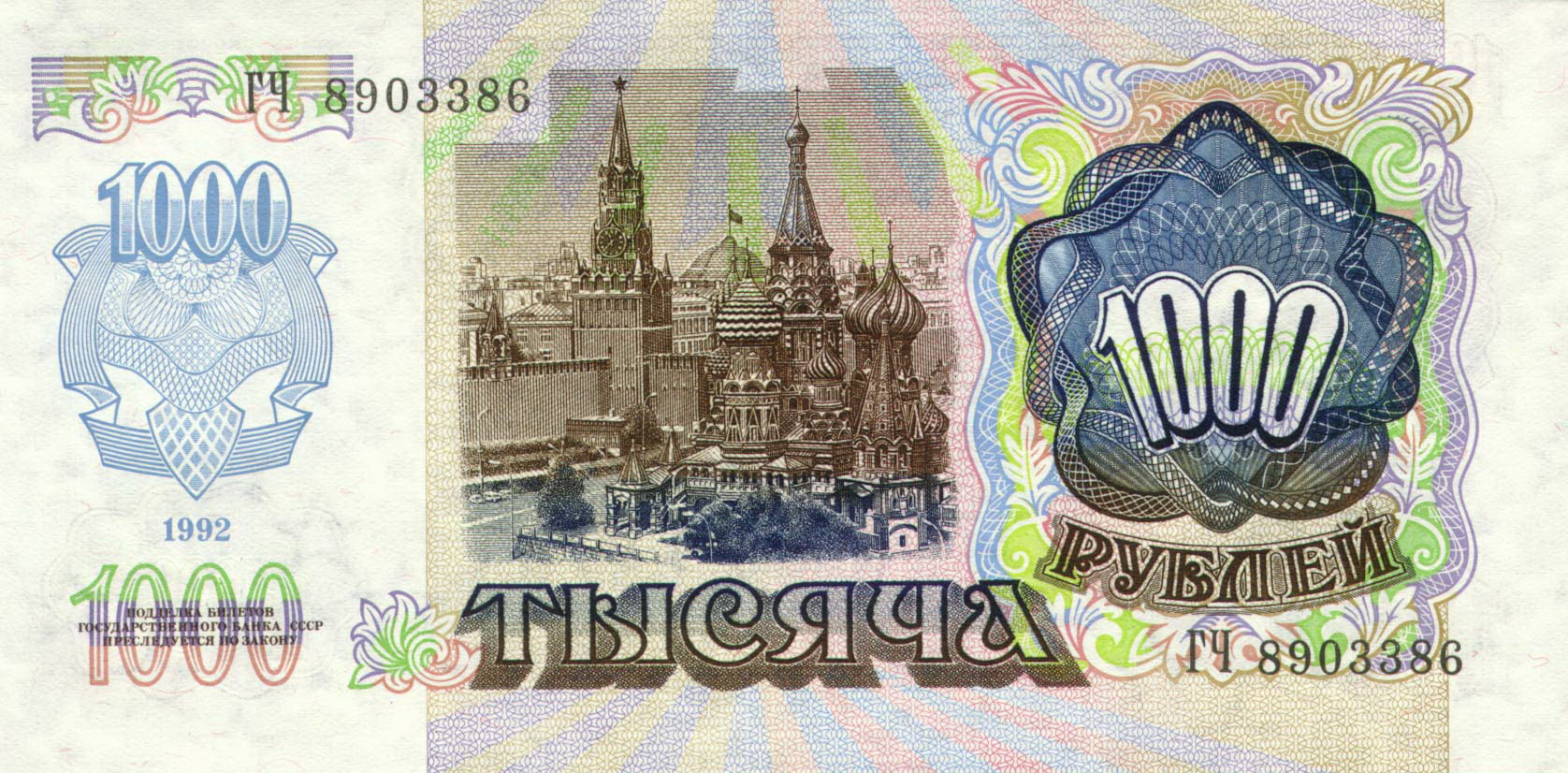
1000 рублей (второй выпуск, реверс)
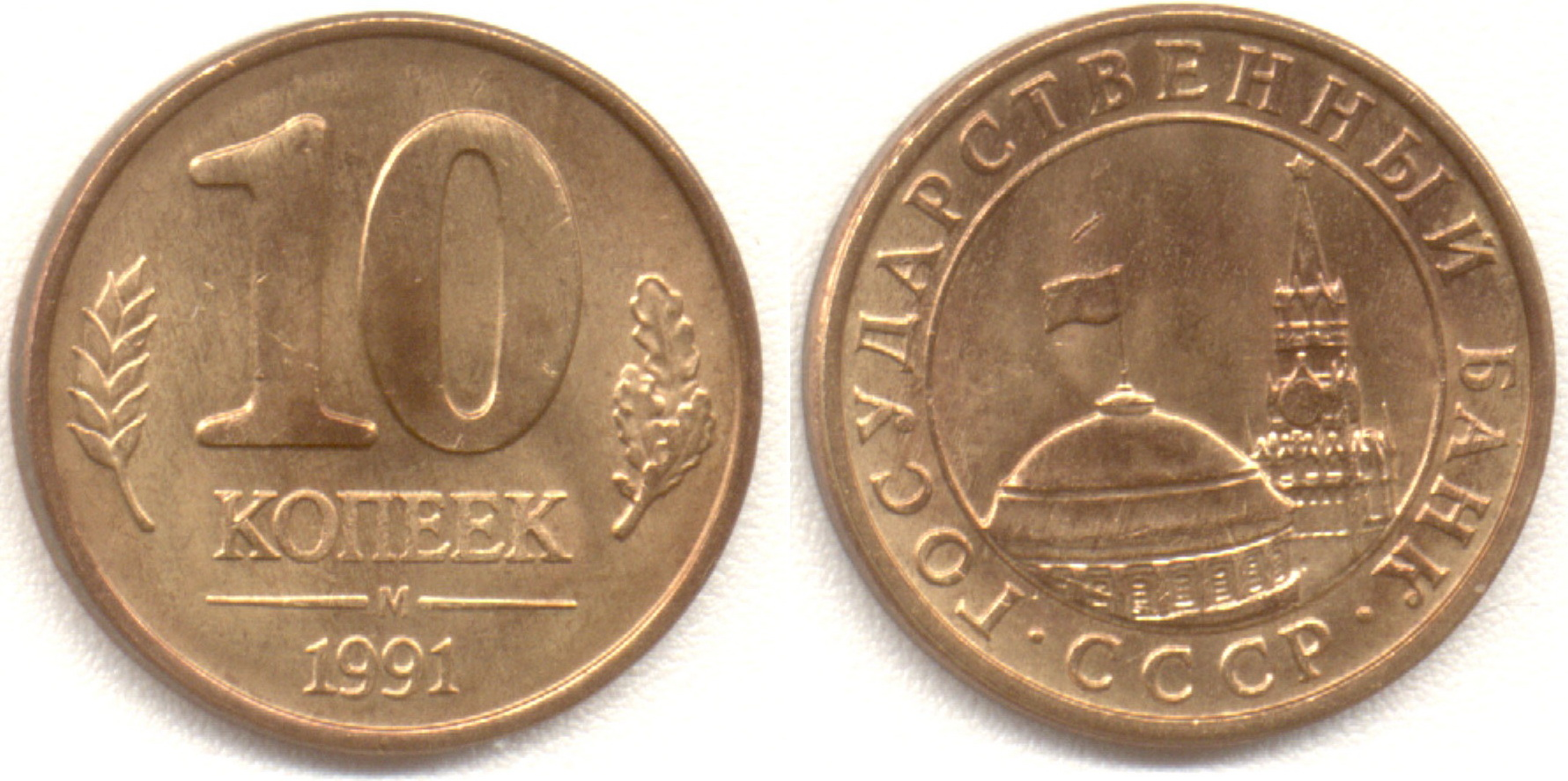
10 копеек (1991)
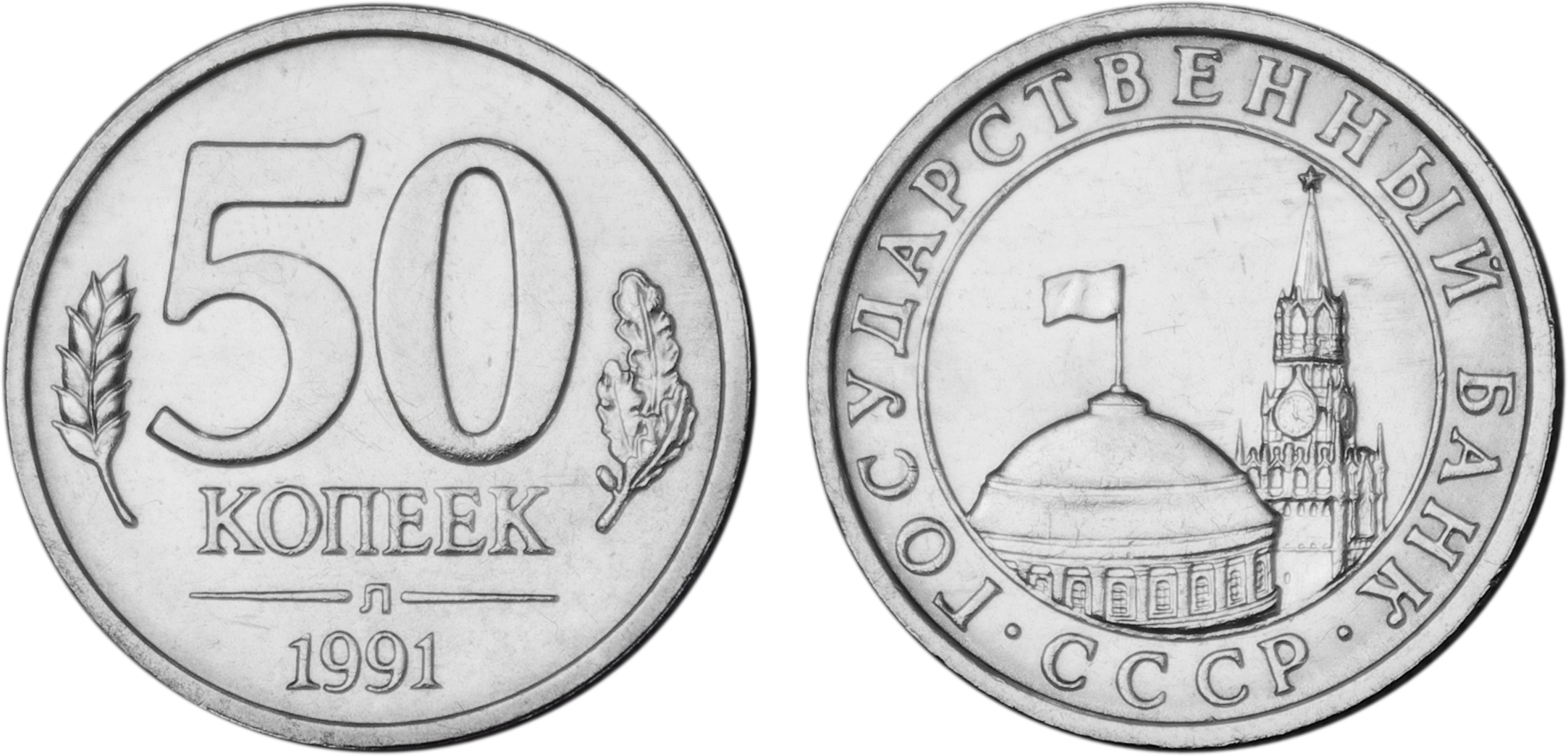
50 копеек (1991)
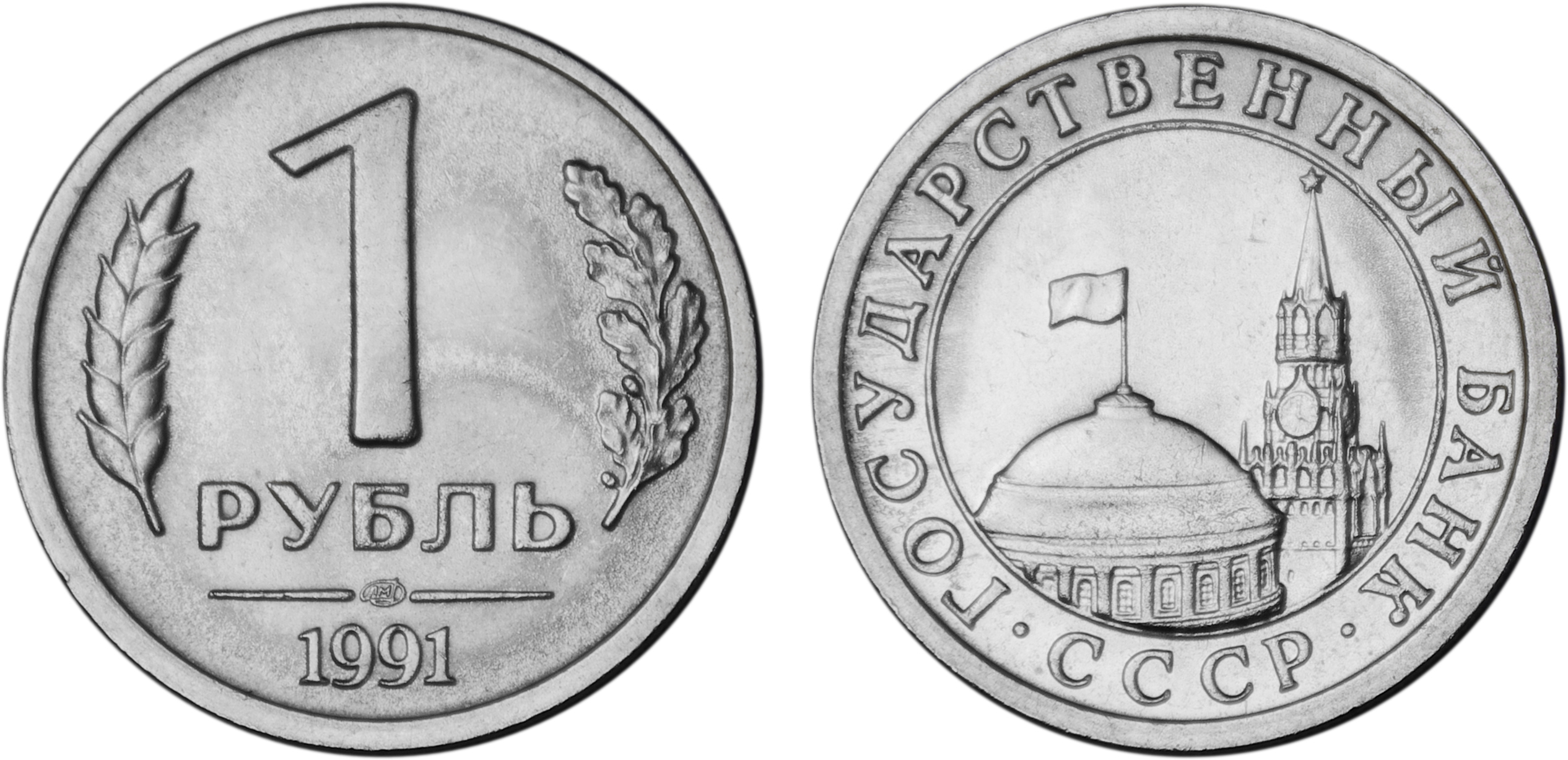
1 рубль (1991)
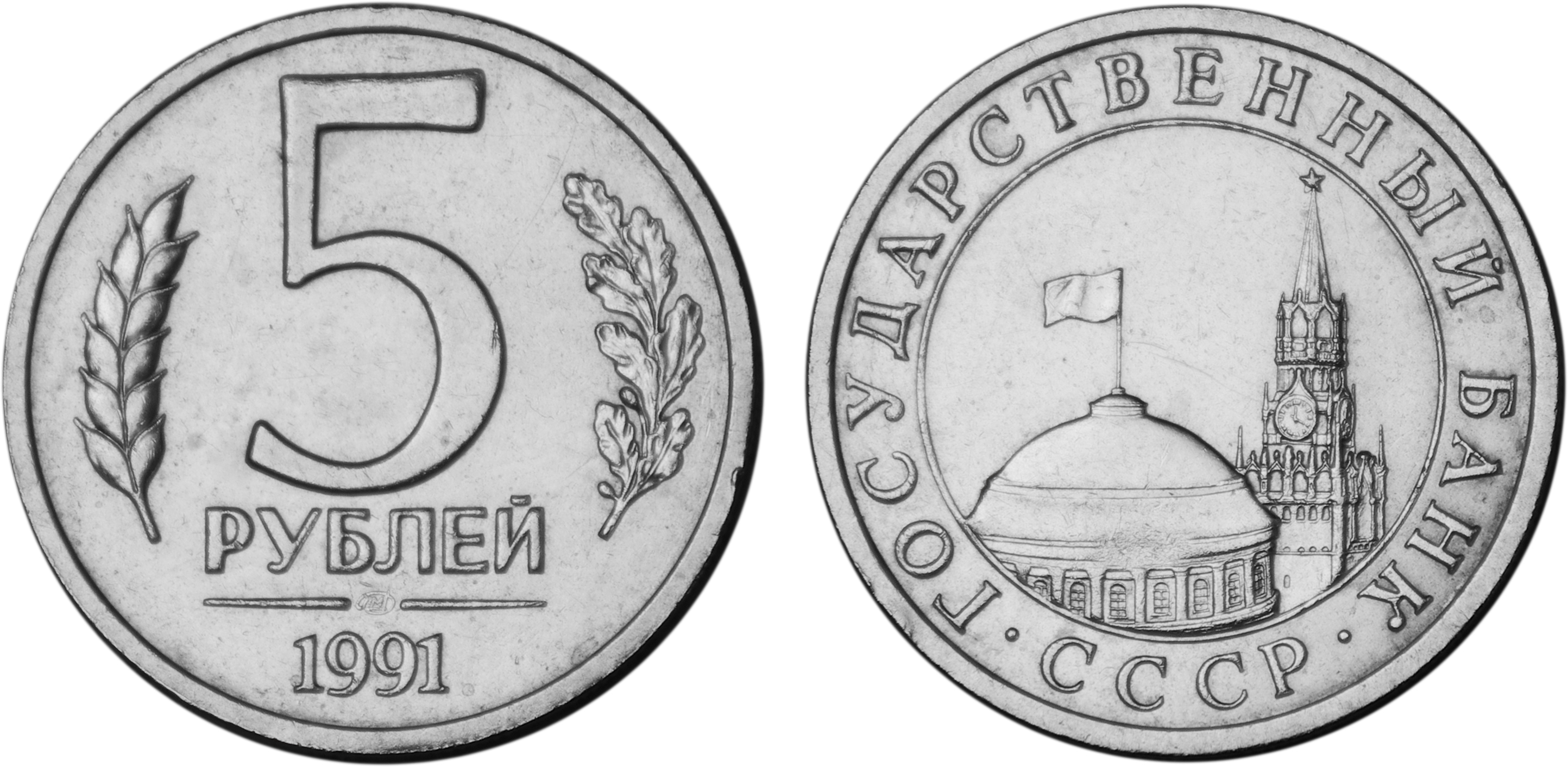
5 рублей (1991)
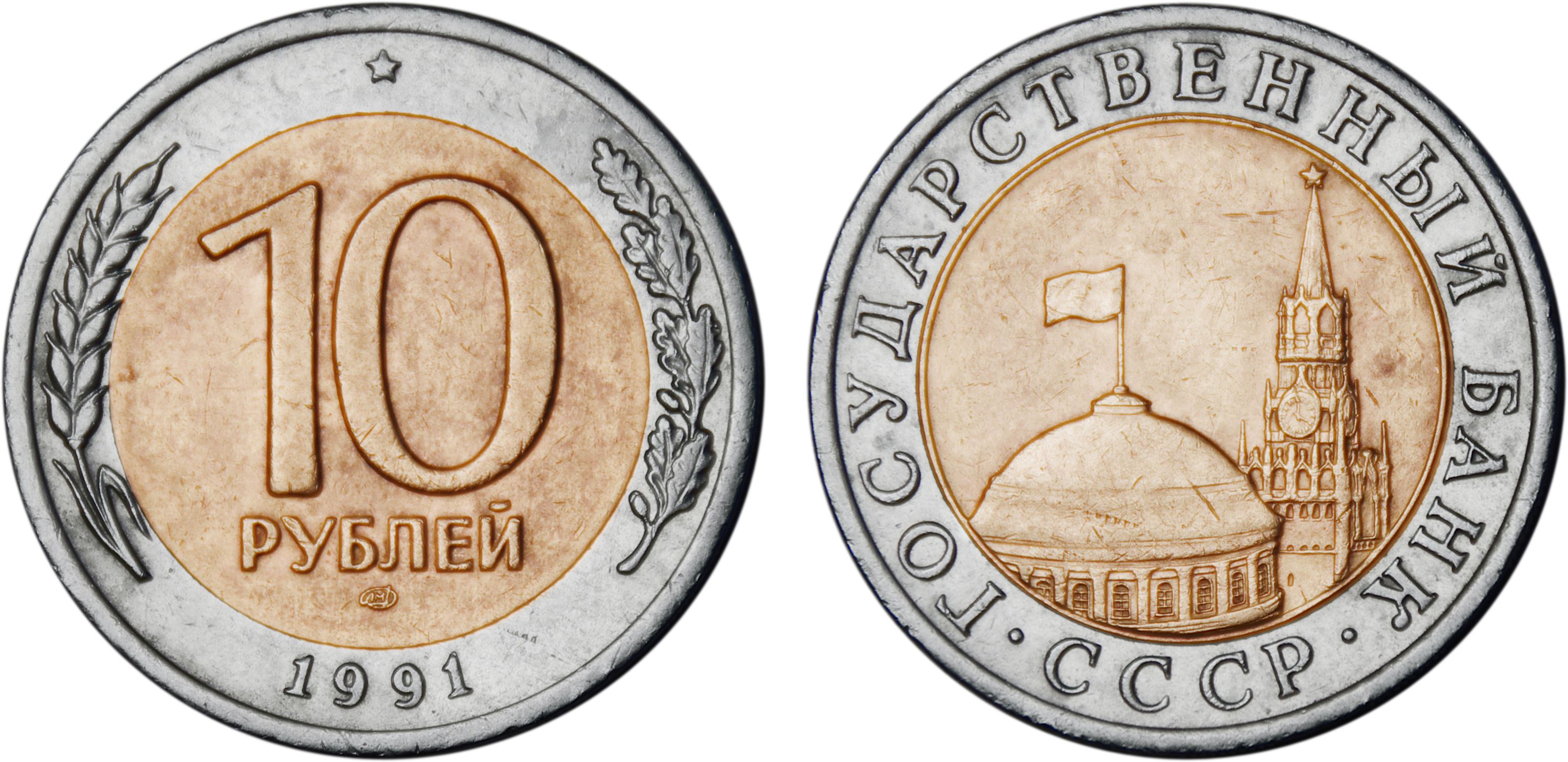
10 рублей (1991)
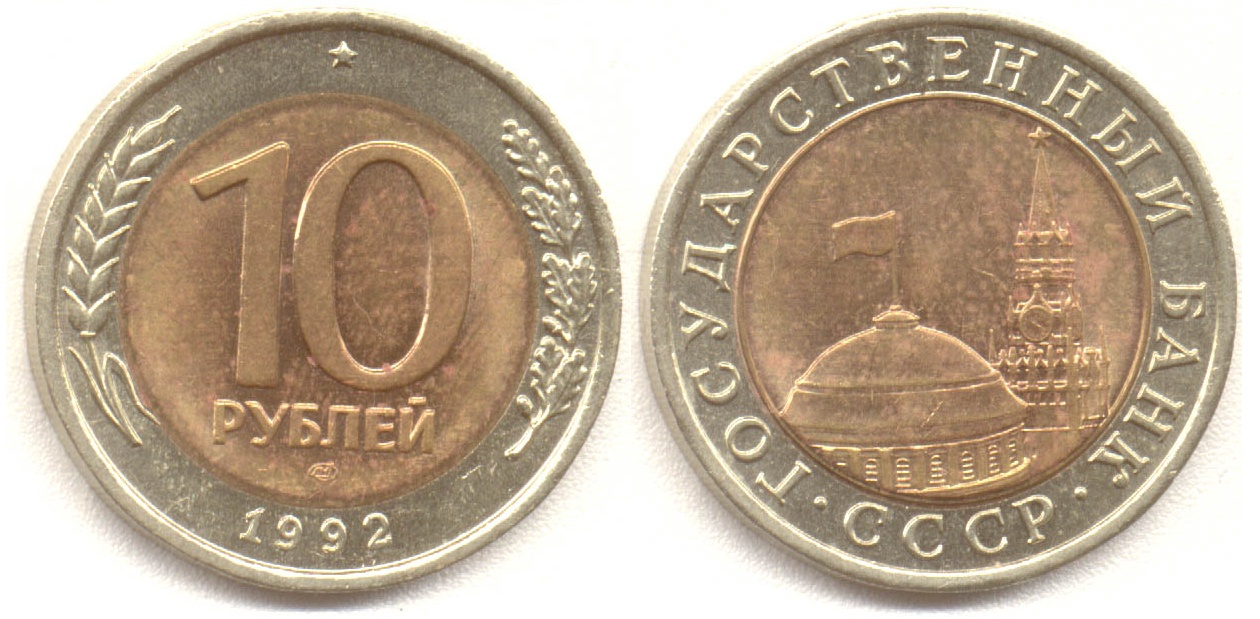
10 рублей (1992)

## Документы об условиях реформы
- Указ Президента СССР от 22.01.1991 № 1329 «О прекращении приёма к платежу денежных знаков Госбанка СССР достоинством 50 и 100 рублей образца 1961 года и ограничении выдачи наличных денег со вкладов граждан»
- Постановление Кабинета Министров СССР от 22.01.1991 г. № 2 «О прекращении приёма к платежу денежных знаков Госбанка СССР достоинством 50 и 100 рублей образца 1961 года и порядке их обмена и ограничении выдачи наличных денег со вкладов граждан»
- Постановление Кабинета Министров СССР от 25.01.1991 г. № 4 «О разрешении учреждениям Министерства связи СССР и Сберегательного банка СССР приёма от пенсионеров 26 и 27 января 1991 г. денежных знаков Госбанка СССР достоинством 50 и 100 рублей образца 1961 года для их обмена»
- Постановление Совета Министров РСФСР от 23.01.1991 № 42 «О порядке реализации на территории РСФСР Указа Президента СССР от 21 января 1991 г. „О прекращении приёма к платежу денежных знаков Госбанка СССР достоинством 50 и 100 рублей образца 1961 года и ограничении выдачи наличных денег со вкладов граждан“»